# Saint-Champ
Saint-Champ-Chatonod redirige ici.
Saint-Champ (parfois nommée non officiellement Saint-Champ-Chatonod) est une ancienne commune française, située dans le département de l'Ain en région Auvergne-Rhône-Alpes.
Les habitants de Saint-Champ s'appellent les Sansolians.

## Géographie
Située à 5 km au nord-est de Belley, elle est incluse dans la zone d'appellation AOC des vins du Bugey.

## Toponymie
Attestée sous la forme les Aux en 1361,  « pâturages de montagne ».

## Histoire
Par un arrêté préfectoral du 23 novembre 2018, Saint-Champ est absorbée par Magnieu le 1er janvier 2019.

## Politique et administration
| Période                                  | Période       | Identité          | Étiquette | Qualité |
| ---------------------------------------- | ------------- | ----------------- | --------- | ------- |
| décembre 2004                            | mars 2014     | Jean-Jacques Roux |           |         |
| mars 2014                                | décembre 2018 | Paul Gamberini    |           |         |
| Les données manquantes sont à compléter. |               |                   |           |         |

| Période                                  | Période  | Identité       | Étiquette | Qualité |
| ---------------------------------------- | -------- | -------------- | --------- | ------- |
| janvier 2019                             | En cours | Paul Gamberini |           |         |
| Les données manquantes sont à compléter. |          |                |           |         |

### Intercommunalité
La commune fait partie du syndicat mixte du bassin versant du Séran.

## Démographie
L'évolution du nombre d'habitants est connue à travers les recensements de la population effectués dans la commune depuis 1793. Pour les communes de moins de 10 000 habitants, une enquête de recensement portant sur toute la population est réalisée tous les cinq ans, les populations de référence des années intermédiaires étant quant à elles estimées par interpolation ou extrapolation. Pour la commune, le premier recensement exhaustif entrant dans le cadre du nouveau dispositif a été réalisé en 2008.

En 2018, la commune comptait 147 habitants, en évolution de −2 % par rapport à 2012 (Ain : +5,15 %, France hors Mayotte : +2,11 %).
| 1793 | 1800 | 1806 | 1821 | 1831 | 1836 | 1841 | 1846 | 1851 |
| ---- | ---- | ---- | ---- | ---- | ---- | ---- | ---- | ---- |
| 303  | 308  | 343  | 380  | 401  | 380  | 400  | 401  | 414  |

| 1856 | 1861 | 1866 | 1872 | 1876 | 1881 | 1886 | 1891 | 1896 |
| ---- | ---- | ---- | ---- | ---- | ---- | ---- | ---- | ---- |
| 380  | 351  | 356  | 325  | 313  | 294  | 302  | 303  | 299  |

| 1901 | 1906 | 1911 | 1921 | 1926 | 1931 | 1936 | 1946 | 1954 |
| ---- | ---- | ---- | ---- | ---- | ---- | ---- | ---- | ---- |
| 284  | 277  | 248  | 230  | 231  | 214  | 192  | 193  | 159  |

| 1962 | 1968 | 1975 | 1982 | 1990 | 1999 | 2006 | 2008 | 2013 |
| ---- | ---- | ---- | ---- | ---- | ---- | ---- | ---- | ---- |
| 131  | 110  | 98   | 127  | 143  | 132  | 137  | 138  | 156  |

| 2018 | - | - | - | - | - | - | - | - |
| ---- | - | - | - | - | - | - | - | - |
| 147  | - | - | - | - | - | - | - | - |

## Culture et patrimoine

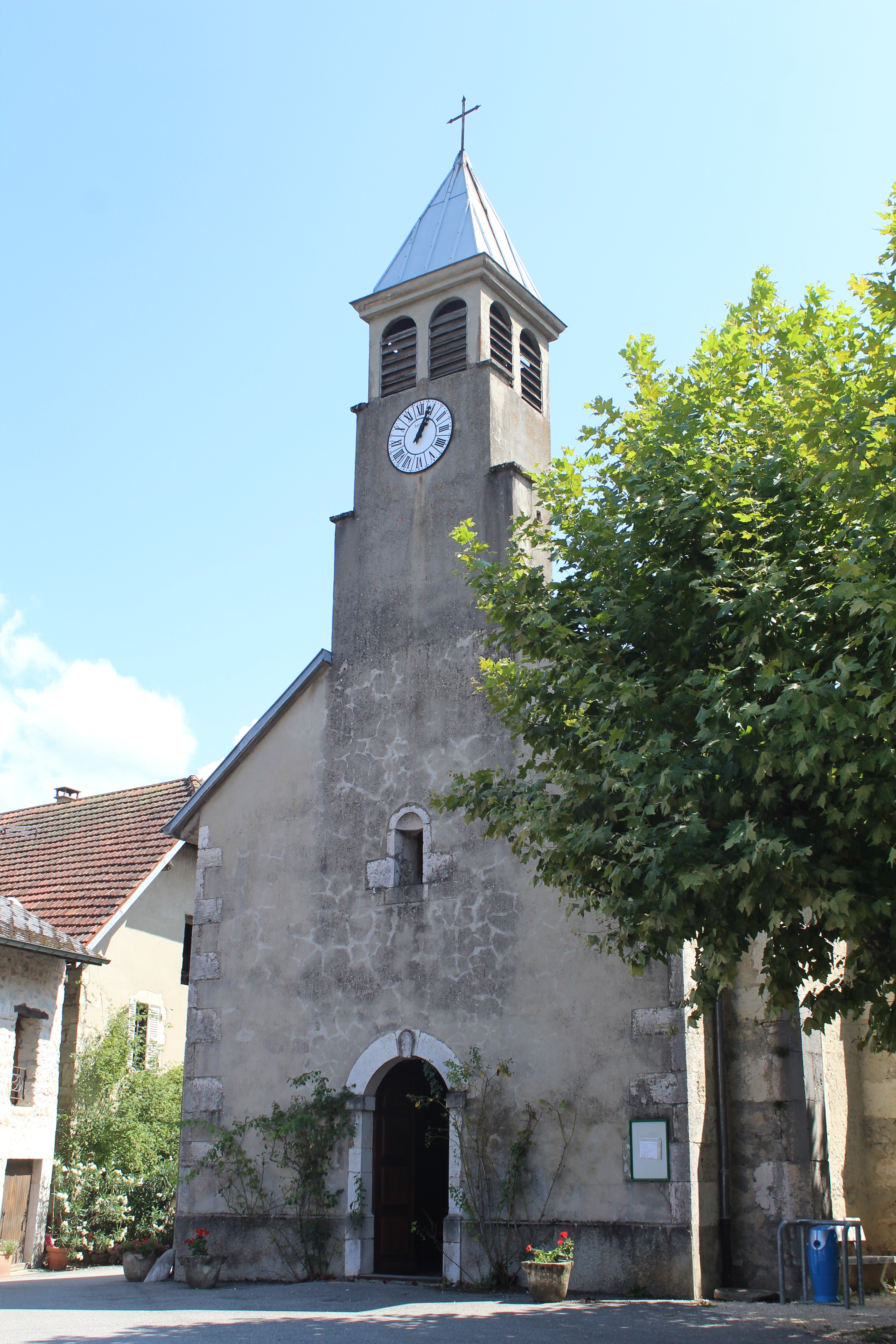
Église Saint-Martin.

### Lieux et monuments
- Église Saint-Martin du XVIIe siècle.
- Église Saint-Maurice de Chatonod.
- Le marais de Saint Champ (tout comme le lac de Barterand à Pollieu) est une ZNIEFF de type I de l'Ain.